# Petter Andersen
Petter Andersen, född 2 januari 1974 i Lørenskog, är en norsk skridskoåkare. Han växte upp i Kolbotn söder om Oslo. Han visade tidigt en stor talang, och vann landsmästerskapet som 11-åring.
År 1996 blev han norsk allround-mästare, men var för svag på långdistansen för att kunna ta sig fram till det internationella mästerskapet. Under EM år 2002 i Erfurt vann han både 500 och 1 500 meter, men med 23:e plats på 5 000 och 14:e plats på 10 000 meter blev det en femteplats sammanlagt.
Andersen specialiserade sig efter tiden på de kortare distanserna (speciellt 1 000 och 1 500 meter), och har flera medaljer från världscupper.
Under VM i Inzell år 2005 delade han  bronsmedaljen på 1 000 meter med  finländska Pekka Koskela.